# Cerkiew Zaśnięcia Najświętszej Maryi Panny w Zimnej Wodzie
Cerkiew pod wezwaniem Zaśnięcia Przenajświętszej Bogurodzicy – prawosławna cerkiew parafialna w Zimnej Wodzie. Należy do dekanatu Lubin diecezji wrocławsko-szczecińskiej Polskiego Autokefalicznego Kościoła Prawosławnego.

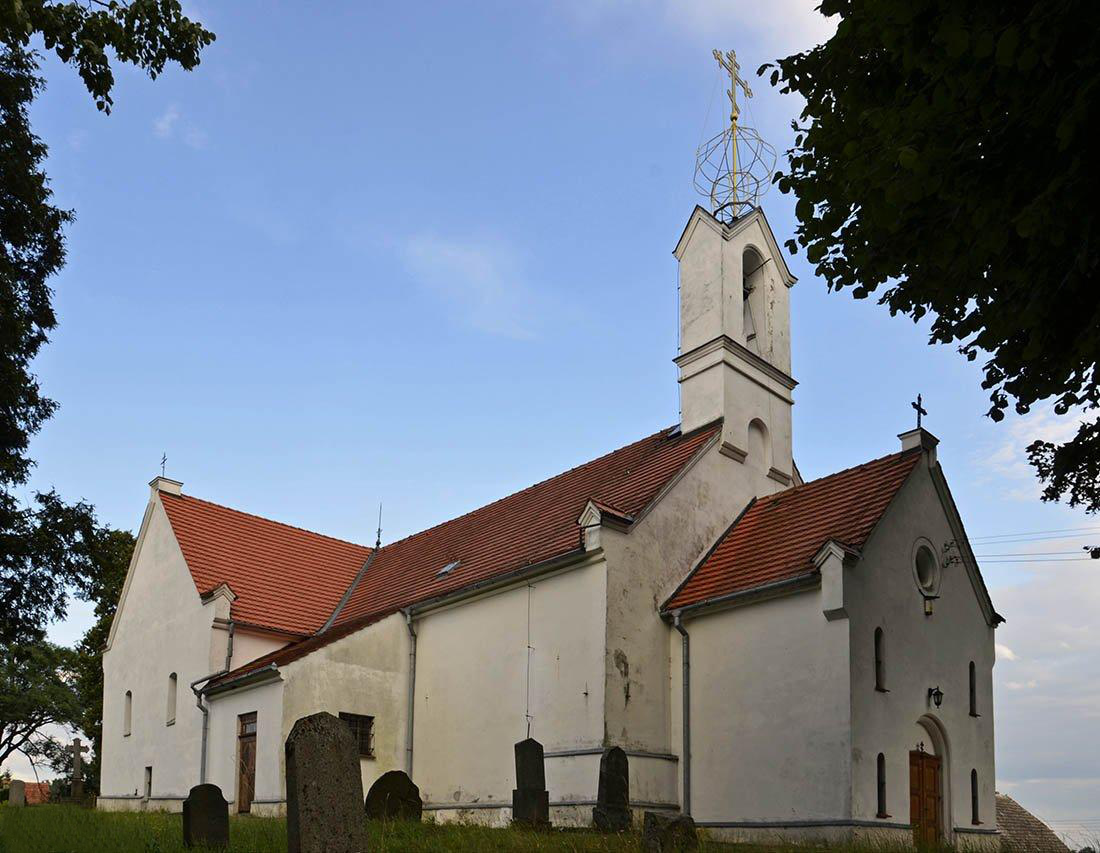

Świątynia murowana, gotycka. Budynek wzniesiony został w 1343, w latach 1718–1945 służył luteranom, zaś w latach 1947–1949 został dostosowany do potrzeb liturgii prawosławnej. Wewnątrz mieści się współczesny ikonostas.
Cerkiew remontowano w 1963 (odnowienie elewacji, wymiana pokrycia dachu) oraz w latach 1994–1997. Obok świątyni znajduje się krzyż z 1997, upamiętniający 50-lecie istnienia parafii.
Cerkiew została wpisana do rejestru zabytków 29 września 1992 pod nr A/2551/977/L.